# St. Margareta (Breitenbronn)

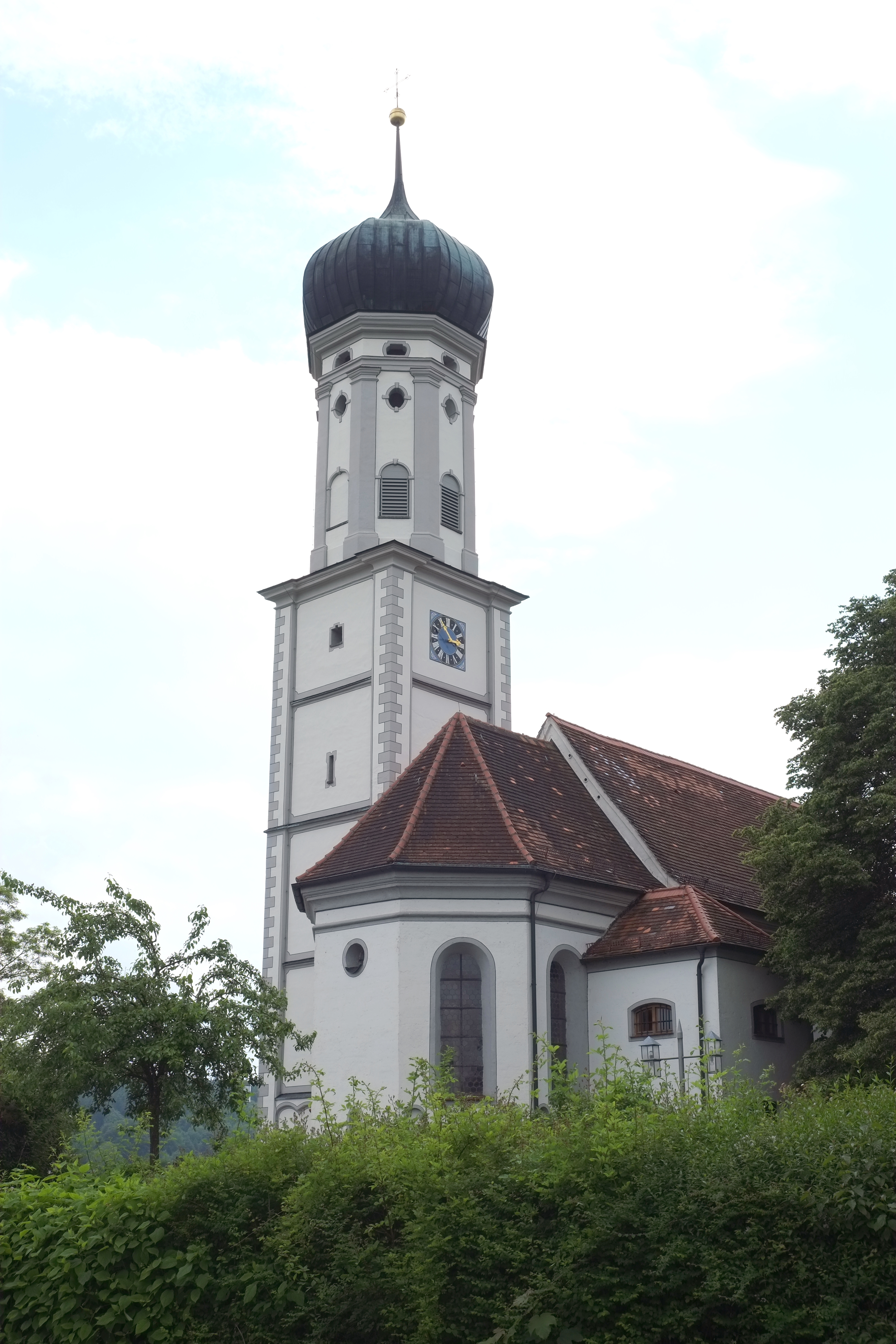
St. Margareta in Breitenbronn

Die römisch-katholische Pfarrkirche St. Margareta steht in Breitenbronn, einem Gemeindeteil von Dinkelscherben im schwäbischen Landkreis Augsburg in Bayern. Das Bauwerk ist in der Liste der Baudenkmäler in Dinkelscherben als Baudenkmal unter der Nr. D-7-72-131-20 eingetragen. Die Pfarrei gehört zum Dekanat Augsburg-Land im Bistum Augsburg.

## Beschreibung
Die spätgotische Saalkirche wurde 1728 nach einem Entwurf von Joseph Meitinger umgebaut. Dabei wurde das Langhaus erhöht und nach Westen verlängert. Ferner wurde der Chorflankenturm auf quadratischem Grundriss an der Südwand des eingezogenen, dreiseitig geschlossenen Chors im Osten des Langhauses mit einem achteckigen Geschoss aufgestockt, das den Glockenstuhl beherbergt, und mit einer Zwiebelhaube bedeckt. Der Innenraum des Langhauses ist mit einem Stichkappengewölbe überspannt. Die Fresken, im Chor mit der Anbetung der Könige und im Langhaus mit der Marienkrönung, stammen von Johann Andreas Bergmüller. Zur Kirchenausstattung gehört ein um 1730 gebauter Hochaltar, der von Statuen des heiligen Dominikus und der Katharina von Siena flankiert wird. 1661 wurde eine Kopie des Ölgemäldes des Marienbildnisses der Wallfahrtskirche der Madonna del Sangue angefertigt.